# Staglhalle
Die Staglhalle war eine 1910 errichtete, private Luftschiffhalle in der Militär-Aëronautischen Anstalt Fischamend.

## Luftschiffe
Die auch Stagl-Mannsbarth-Luftschiffhalle genannte Staglhalle beherbergte das Privat-Luftschiff Stagl-Mannsbarth und das M.IV Boemches.

## Nutzung
Die Staglhalle wurde für das seinerzeit größte Prallluftschiff der Welt Stagl-Mannsbarth erbaut und später durch die k.u.k. Luftschifferabteilung übernommen.

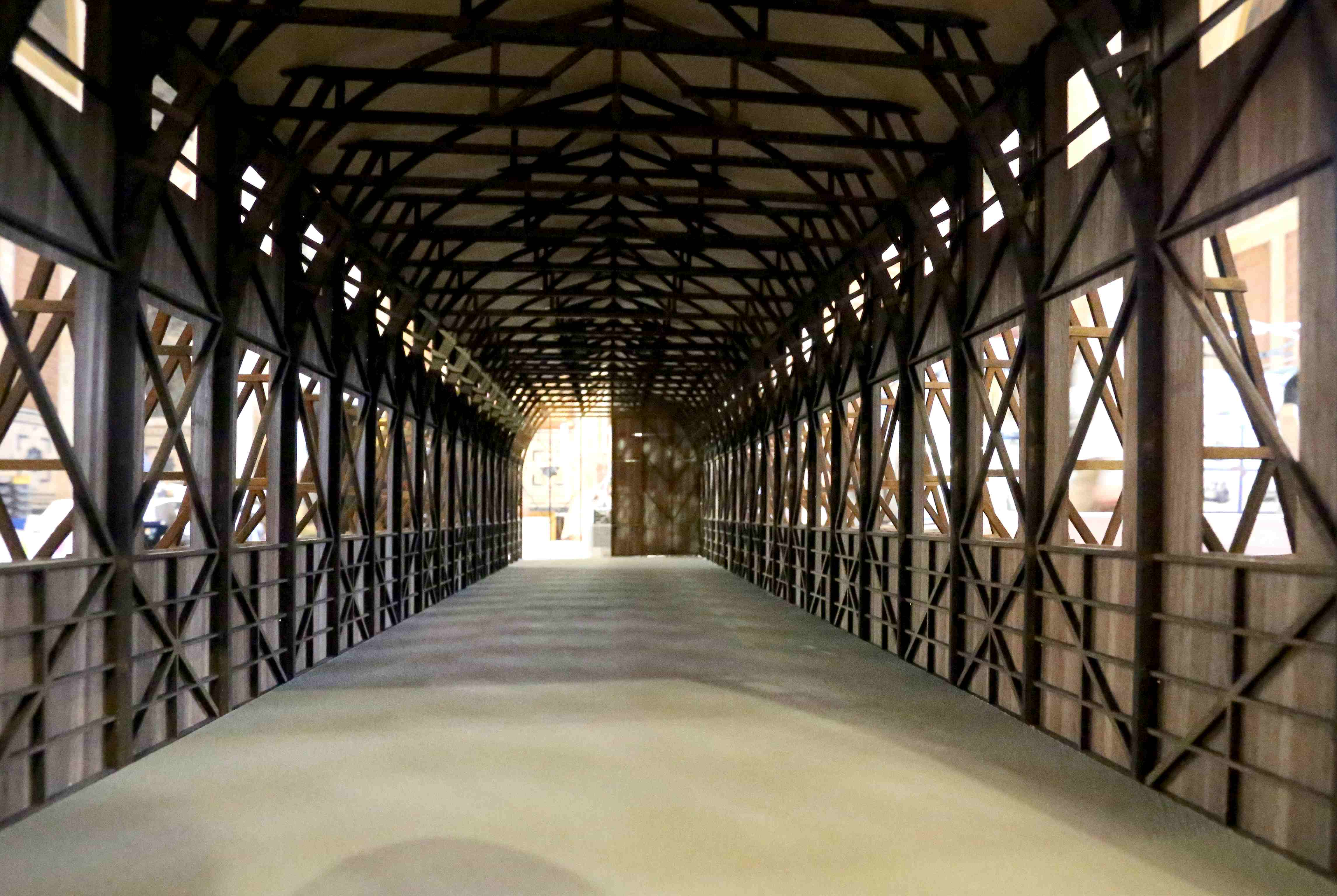
Innenansicht des Modells der Staglhalle

Nachdem Ende der k.u.k. Luftschifffahrt wurde die Staglhalle als Luftfahrmaterialdepot genutzt. Luftfahrmaterialien, Ballonhüllen, Gasdepot-Ballons in gefülltem und entleertem Zustand, havarierte Flugzeuge und Kraftfahrzeuge wurden untergebracht. Auch das im August 1915 vor dem k.u.k. Kriegshafen Pola abgeschossene italienische Marine-Luftschiff Città di Jesi wurde in Fischamend eingelagert.

## Trivia
Die Stagl-Mannsbarth-Luftschiffhalle wurde durch Schüler der HTL Mödling im Rahmen ihrer Diplomarbeit als Modell im Maßstab 1:72 verwirklicht. Dieses wurde im Heeresgeschichtlichen Museum Wien präsentiert und im Zuge der Sonderausstellung „Militär-Aëronautische Anstalt Fischamend“ in der Dependance des HGM in Zeltweg ausgestellt.